# Grupo de Artistas de Vanguardia
Grupo de Artistas de Vanguardia (gegründet um 1960 in Rosario) ist ein argentinisches Avantgarde-Kollektiv.
Grupo de Artistas de Vanguardia ist ein Zusammenschluss aus bildenden Künstlern, Journalisten und Soziologen in Rosario und Buenos Aires, die sich mit der Diskrepanz zwischen realem Leben und Politik auseinandersetzen. Unter den Mitgliedern heben sich Graciela Carnevale, León Ferrari, Roberto Jacoby und Norberto Puzzolo hervor. In ihrem Manifest für Tucumán Arde (Tucumán Burning, 1968) heißt es: „The collective work done is based on the present situation in Argentina, which becomes more radical in one of its poorest provinces, Tucumán, which has been subjected to a long tradition of underdevelopment and economic oppression./Die kollektive Arbeit ist durch die gegenwärtige Situation in Argentinien begründet, die in einer der ärmsten Regionen besonders ausgeprägt ist, Tucumán, die einer langen Tradition von Unterentwicklung und Unterdrückung unterworfen wurde“.
Grupo de Artistas de Vanguardia reiste 1968 in die Provinz Tucumán, um in der Öffentlichkeit mit kritischen Aktionen aufzutreten. Anlass für die Aktion war die Verelendung der Bevölkerung als Folge der Stilllegung der Zuckerindustrie unter dem Regime Juan Carlos Onganía. (Tucumán ist das weltweit größte Anbaugebiet für Zitronen). Die Künstler recherchierten die Hintergründe, interviewten Bewohner, filmten und fotografierten die Situation vor Ort. Sie stellten die Ergebnisse in einer Ausstellung zusammen, die von der Polizei geschlossen wurde. Daraufhin entwickelten sie eine Medienkampagne gegen die Propaganda der Regierung. Graciela Carnevale, früher Mitglied der Gruppe Tucuman Arde, hat Foto- und Textmaterial von dieser Aktion gesammelt. Im Museum Fridericianum war zur documenta 12 auf mehreren Wänden die Dokumentation Archivo Tucumán Arde zu sehen.